# Іштван Балог
Іштван Балог (угор. István Balogh, 21 вересня 1912, Будапешт — 27 жовтня 1992, там само) — угорський футболіст, що грав на позиції півзахисника за клуб «Уйпешт», а також національну збірну Угорщини. По завершенні ігрової кар'єри — тренер.
Чотириразовий чемпіон Угорщини.

## Клубна кар'єра
Народився 21 вересня 1912 року в місті Будапешт. Вихованець футбольної школи клубу «Пештуйгеї».
У футболі дебютував 1933 року виступами за команду «Уйпешт», кольори якої і захищав протягом усієї своєї кар'єри гравця, що тривала чотирнадцять років. За цей час став чотириразовим чемпіоном Угорщини.

## Виступи за збірну
1937 року дебютував в офіційних матчах у складі національної збірної Угорщини. Протягом кар'єри у національній команді провів у її формі 13 матчів.
У складі збірної був учасником чемпіонату світу 1938 року у Франції, де разом з командою здобув «срібло». Зіграв проти Нідерландської Ост-Індії (6-0).

## Кар'єра тренера
Розпочав тренерську кар'єру невдовзі по завершенні кар'єри гравця, 1948 року, очоливши тренерський штаб клубу «Уйпешт».
Останнім місцем тренерської роботи був клуб «Уйпешт», головним тренером команди якого Іштван Балог був протягом 1958 року.
Помер 27 жовтня 1992 року на 81-му році життя у місті Будапешт.

## Титули і досягнення
- Чемпіон Угорщини (4):

«Уйпешт»: 1934-35, 1938-39, 1945, 1945-46
- Віце-чемпіон світу: 1938